# قسم الأفلام (ألمانيا النازية)
قسم الأفلام واحدًا من خمسة أقسام تضم مكتب دعاية الحزب المركزي للحزب النازي، الذي أنشأه أدولف هتلر في عام 1933 كجزء من Reichspropagandaleitung. كان مكتب الدعاية للحزب المركزي منفصلاً عن وزارة التنوير والدعاية الحكومية الرسمية، على الرغم من أن كلتا المجموعتين كان يديرهما جوزيف جوبلز. تم تسمية غوبلز Reichspropagandaleiter وأعطي السيطرة الكاملة على الصحافة والأفلام في ألمانيا «لنشر وجهة النظر العالمية الاشتراكية العالمية لجميع الشعب الألماني». كان الواجب الرئيسي للإدارة هو تنظيم عروض أفلام «مناسبة للتنوير والتعليم العامين». كان رئيس قسم الأفلام (يسمى Reichsamtsleiter) هو كارل نيومان.
كان الفيلم أحد أهم أشكال الدعاية في ألمانيا النازية لأنه تم تحقيقه بسهولة من قبل جميع الناس. أعلن هتلر نفسه أنها متفوقة على الكلمة المكتوبة، والتي تتطلب «قراءة شاقة» لفهمها. تم التأكيد على أهمية الدعاية السينمائية من خلال حقيقة أن 45 مليون شخص حضروا عروض الأفلام التي قدمها الحزب النازي. أعلن Reichsamtsleiter Neumann أن هدف قسم الأفلام لم يكن سياسيًا مباشرا بطبيعته، بل كان للتأثير على ثقافة وتعليم وترفيه عامة السكان.
تأثر التركيز القوي الذي وضعه الحزب النازي على الفيلم أيضًا بالمشاعر الشخصية لهتلر وجوبلز، وكلاهما كان مفتونًا بالوسيط. عرض كلا الرجلين بانتظام أفلامًا في منزلهما وكثيرا ما ناقشا الأفلام وصناعة الأفلام.
تألف قسم الأفلام من سبعة مكاتب متميزة، أشرف كل منها على منطقة محددة تتعلق بالدعاية السينمائية في ألمانيا:
- منظمة
- إمساك الدفاتر
- الإنتاج والمعدات
- الدراما
- أفلام ثقافية
- المكتب الصحفي
- شرائح